# Autorenliste des Neuen Pauly
Die Autorenliste des Neuen Pauly umfasst alle Autoren, die zu dem enzyklopädischen Sammelwerk Der Neue Pauly: Enzyklopädie der Antike (DNP) beigetragen haben und im Autorenverzeichnis des 2012 publizierten Bandes 16, S. 268–280, aufgeführt wurden.
Einträge ohne Kürzel betreffen ausschließlich Autoren, die Beiträge lediglich zu den Bänden 13–15/3 (Rezeption und Wissenschaftsgeschichte) geliefert haben. Der Wirkort entspricht dem letzten der Redaktion des Neuen Pauly bekannten Stand. Übersetzer der Artikel fremdsprachlicher Autoren befinden sich nicht in der Liste, haben aber auch Abkürzungen, die zum Teil mit denen von anderen Autoren identisch sind.

## A
- Karlhans Abel, Marburg, KA.A.
- Gregor Ahn, Heidelberg, GR.AH.
- Luciana Aigner-Foresti, Wien, L.A.-F.
- Maria Grazia Albiani, Bologna, M.G.A.
- Michael Albrecht, Trier
- Ruth Albrecht, Hamburg, R.A.
- Keimpe Algra, Utrecht, K.AL.
- Schafik Allam, Tübingen, S.A.
- James Allan, Pittsburgh, JA.AL.
- José Miguel Alonso-Núñez, Madrid, J.M.A.-N.
- Klaus Alpers, Hamburg, K.ALP.
- Stefan Altekamp, Berlin
- Petra Amann, Wien, P.AM.
- Annemarie Ambühl, Basel, A.A.
- Walter Ameling, Jena, W.A.
- Øivind Andersen, Trondheim
- Janine Andrae, Bochum, JA.AND.
- Bernard Andreae, Rom
- Jean Andreau, Paris, J.A.
- Maria Gabriella Angeli Bertinelli, Genua, M.G.A.B.
- Hans Hubert Anton, Trier
- Claudia Antonetti, Venedig, C.AN.
- Silke Antoni, Kiel, SI.A.
- Peter Apathy, Linz, P.A.
- Hans Jürgen Apel, Bayreuth
- Achim Arbeiter, Göttingen
- Zofia Halina Archibald, Liverpool, Z.H.A.
- Herbert Arens, Aachen, H.AR.
- Ulrike Aringer-Grau, Tübingen
- Graziano Arrighetti, Pisa, GR.A.
- Alexander Arweiler, Kiel
- Jan Assmann, Heidelberg, J.AS.
- Pierre Aubenque, Paris, P.AU.
- Christoph Auffarth, Bremen, C.A.
- Oliver Auge, Tübingen, O.A.
- Achim Aurnhammer, Freiburg
- Wolfram Ax, Köln, W.AX.
- Jerzy Axer, Warschau

## B
- Dietwulf Baatz, Bad Homburg, D.BA.
- Helmut Bachmaier, Konstanz
- Knut Backhaus, Paderborn, KN.B.
- Ralph Backhaus, Marburg/Lahn
- Pedro Bádemas de la Peña, Madrid
- Ernst Badian, Cambridge, Mass., E.B.
- Balbina Bäbler, Göttingen, B.BÄ.
- Jürgen Bär, Berlin, J.BÄ.
- Ariel M. Bagg, Berlin, A.M.B.
- Thomas Baier, Freiburg, T.B.
- Tomris Bakır-Akbaşoğlu, Izmir, T.B.-A.
- David Balch, Fort Worth, DA.B.
- Matthias Baltes, Münster, M.BA.
- Han Baltussen, Adelaide, H.BA.
- Monika Balzert, Markgröningen
- Iris Banholzer, Tübingen, I.BAN.
- François Baratte, Paris, F.BA.
- Pedro Barceló, Potsdam, P.B.
- Regina Barlovits, Graz
- Ion Barnea, Bukarest
- Catherine Baroin, Paris, CA.BA.
- Jens Bartels, Bonn, J.BA.
- Klaus Bartels, Bonn
- Andreas Barth, Tübingen
- Karin Bartl, Berlin, K.BA.
- Dorothea Baudy, Konstanz, D.B.
- Gerhard Baudy, Konstanz, G.B.
- Franz Alto Bauer, Basel
- Uwe Baumann, Bonn
- Manuel Baumbach, Heidelberg, M.B.
- Peter Baumeister, Istanbul
- Theofried Baumeister, Mainz, TH.BA.
- Roland Baumgarten, Berlin, R.BAU.
- Marcel Baumgartner, Gießen
- Otto A. Baumhauer, Bremen, O.B.
- Tilmann Bechert, Duisburg
- Hans Beck, Köln, HA.BE.
- Jan-Wilhelm Beck, Regensburg, J.-W.B.
- Andrea Becker, Berlin, AN.BE.
- Cornelia Becker, Berlin, CO.B.
- Katharina Becker, Frankfurt/Main
- Ralf Behrwald, Chemnitz, RA.B.
- Michel Beiche, Freiburg
- Klaus Belke, Wien, K.BE.
- Heinz Bellen, Mainz, H.BE.
- Andreas Bendlin, Erfurt, A.BEN.
- Marina Benedetti Conti, Pisa, M.B.C.
- Lore Benz, Bielefeld, LO.BE.
- Albrecht Berger, Berlin, AL.B.
- Günter Berger, Bayreuth
- Jutta Berger, Berlin
- Dietrich Berges, Hamburg, D.BER.
- Christoph Bergfeld, Frankfurt/Main
- Angelika Berlejung, Heidelberg, A.BER.
- Luigi Bernarbò Brea, Syrakus, L.B.B.
- Michael Bernhard, München
- Walter Berschin, Heidelberg, W.B.
- Enrico Berti, Padua, E.BE.
- Clotilde Bertoni, Rom
- Gábor Betegh, Budapest, G.BE.
- Andreas Beyer, Aachen
- Serena Bianchetti, Florenz, S.B.
- Reinhold Bichler, Innsbruck
- Klaus Bieberstein, Fribourg, K.B.
- Gebhard Bieg, Tübingen, GE.BI.
- Jörg Biehl, Halle/Saale
- Anton Bierl, Basel
- Veronica Biermann, München
- Carsten Binder, Kiel, CA.BI.
- Gerhard Binder, Bochum, G.BI.
- Vera Binder, Gießen, V.BI.
- Anthony R. Birley, Düsseldorf, A.B.
- Jan Biskup, Kiel, J.BI.
- Stefan Bittner, Frechen
- David Blackman, Athen
- Jürgen Blänsdorf, Mainz, JÜ.BL.
- Günter Blamberger, Köln
- Nicole Blanc, Paris, NI.BL.
- Michael Blech, Madrid, M.BL.
- Bruno Bleckmann, Straßburg, B.BL.
- René Bloch, Princeton, R.B.
- Felix Blocher, Heidelberg, FE.BL.
- Hanswulf Bloedhorn, Jerusalem, H.BL.
- Heide Blödorn, Mainz, HE.BL.
- Josine H. Blok, Groningen, J.BL.
- Wolfgang Blümel, Köln, W.BL.
- Paul Richard Blum, Mönchengladbach
- Horst-Dieter Blume, Münster, H.BL. oder H.-D.B.
- Susanne Bobzien, Oxford, S.BO.
- Hartmut Bobzin, Erlangen
- István Bodnár, Budapest, I.B.
- Barbara Böck, Berlin, BA.BÖ.
- Aquinata Böckmann OSB, Rom, A.BÖ.
- Elke Böhr, Wiesbaden, E.BÖ.
- Henning Börm, Kiel, HE.B.
- Renate Böschenstein, Genf
- Christfried Böttrich, Leipzig, CHR.B.
- Jean Bollack, Paris, JE.BO.
- Dominik Bonatz, Berlin, DO.BO.
- Larissa Bonfante, New York, L.B.
- Philippe Borgeaud, Genf, PH.B.
- Heiner Borggrefe, Lemgo
- Raimund Borgmeier, Gießen
- Nikolaus Boroffka, Berlin, N.BO.
- István Borzsák, Budapest
- Dietrich Boschung, Köln
- Remy Boucharlat, Paris, R.BO.
- Nicola Bourdon, Kassel
- Jan Bouzek, Prag
- Annalisa Bove, Pisa, A.BO.
- François Bovon, Cambridge, M.A., F.BO.
- Ewen Bowie, Oxford, E.BO.
- Johannes Brachtendorf, Tübingen, JO.BRA.
- Rudolf Brändle, Basel, R.BR.
- Christoph Bräunl, Bonn
- Rémi Brague, Paris, R.BRA.
- Francesca Brancaleone, Bari, F.B.
- Wolfram Brandes, Frankfurt/Main, W.BR.
- Hartwin Brandt, Bamberg, H.B.
- Eva Andrea Braun-Holzinger, Frankfurt/Main, E.B.-H.
- Susanna Braund, London, SU.B.
- Horst Bredekamp, Berlin
- Bernhard Brehmer, Tübingen, B.BR.
- Jan N. Bremmer, Groningen, J.B.
- Hans Brennecke, Erlangen, H.BR.
- Burchard Brentjes, Berlin, B.B.
- Stefan Breuer M.A., Bonn, ST.B.
- Christoph Briese, Randers, CH.B.
- Klaus Bringmann, Frankfurt/Main, K.BR.
- Dominique Briquel, Paris, D.BR.
- Luc Brisson, Paris, L.BR.
- Giovanni Brizzi, Bologna, G.BR.
- Ann Graham Brock, Cambridge, MA, A.G.B.
- Sebastian P. Brock, Oxford, S.Br.
- Kai Brodersen, Mannheim, K.Bro.
- Maria Broggiato, London, MA.BR.
- Maria Brosius, Oxford, MA.B.
- Christopher Brown, London, Ontario, CH.BR.
- David Brown, Berlin, DA.BR.
- Virginia Brown, Toronto, V.BR.
- Jürgen Brummack, Tübingen
- Michèle Brunet, Paris
- Stefano Bruni, Florenz, ST.BR.
- Karl Brunner, Krems
- Stephan Buchholz, Marburg/Lahn
- Ezio Buchi, Verona, E.BU.
- Jörg Büchli, Zürich, J.BÜ.
- Nils Büttner, Dortmund
- Bernd Buldt, Konstanz
- Gheorghe Bulgăr, Bukarest
- Brigitte Bulitta, München
- Marco Buonocore, Rom, M.BU.
- Christoph Burchard, Göttingen, CH.BU.
- Leonhard Burckhardt, Basel, L.B.
- Alison Burford-Cooper, Ann Arbor, A.B.-C.
- Jan Burian, Prag, J.BU.
- Günter Burkard, München, G.BU.
- Karl Heinz Burmeister, Bregenz
- Werner Busch, Berlin
- Christa Buschendorf, Frankfurt/Main
- Wilhelm Busse, Düsseldorf

## C
- Pierre Cabanes, Clermont-Ferrand, PI.CA.
- Gian Andrea Caduff, Zizers, G.A.C.
- Mariella Cagnetta, Bari
- Claude Calame, Lausanne, C.CA.
- Gualtiero Calboli, Bologna, G.C.
- Lucia Calboli Montefusco, Bologna, L.C.M.
- Elisabetta Caldelli, Cassino, E.CA.
- Peter Calmeyer, Berlin, PE.CA.
- Ursula Calmeyer-Seidl, Berlin, U.SE.
- Giorgio Camassa, Udine, G.CA.
- Halet Çambel, Istanbul, HA.ÇA.
- J. Brian Campbell, Belfast, J.CA.
- Giovannangelo Camporeale, Florenz, GI.C.
- Hubert Cancik, Tübingen/Berlin, HU.C.
- Eva Cancik-Kirschbaum, Berlin, E.C.-K.
- Hildegard Cancik-Lindemaier, Tübingen/Berlin, H.C.-L.
- Pierre Carlier, Nancy, P.CA.
- Calum M. Carmichael, Ithaca, C.M.C.
- Maureen Carroll-Spillecke, Köln, M.C.-S.
- Paul A. Cartledge, Cambridge, P.C.
- Barbara Cassin, Paris, B.C.
- Michele Cataudella, Florenz, M.CA.
- Guglielmo Cavallo, Rom, GU.C.
- Antoine Cavigneaux, Genf, AN.CA.
- Marjorie Caygill, London
- Angelos Chaniotis, Heidelberg, A.C.
- Heinrich Chantraine, Mannheim, HE.C.
- Dominique Charpin, Paris, D.CH.
- Michael Chase, Victoria, BC, MI.CH.
- C. E. A. Cheesman, London, C.E.CH.
- Amando Cherici, Arezzo, A.CH.
- Paolo Chiesa, Mailand
- Nadja Cholidis, Berlin, N.CH.
- Johannes Christes, Berlin, J.C.
- Birgit Christiansen, Berlin, B.CH.
- Eckhard Christmann, Heidelberg, E.C.
- Eva Christof, Graz
- Michel Christol, Paris, M.CHR.
- Brigita Cīrule, Riga
- Peter Cornelius Claussen, Zürich
- Lukas Clemens, Trier
- Kevin Clinton, Ithaca, NY, K.C.
- Justus Cobet, Essen, J.Co.
- Gudrun Colbow, Liège, CO.
- Christian-Friedrich Collatz, Berlin, C.-F.C.
- Carsten Colpe, Berlin, C.C.
- Mireille Corbier, Paris, MI.CO.
- Thomas Corsten, Köln
- Edward Courtney, Charlottesville, VA, ED.C.
- Michael Hewson Crawford, London, M.C.
- Giovanella Cresci Marrone, Turin, G.C.M.
- Raffaela Cribiore, New York, R.C.
- Michel Crubellier, Villeneuve d’Ascq, M.CR.
- Nicola Crüsemann, Speyer
- Csaba Csapodi, Budapest
- Heinz Cüppers, Trier, H.C.
- Valentina Isabella Cuomo, Bari, V.I.C.
- John Curtis, London

## D
- Ortwin Dally, Berlin
- Raphael Dammer, Bochum, R.DA.
- Gregor Damschen, Halle/Saale, GR.DA.
- Christo Danoff, Sofia, CHR.D.
- Ernst Dassmann, Bonn
- Lorraine Daston, Berlin, L.DA.
- Giovanna Daverio Rocchi, Mailand, G.D.R.
- John K. Davies, Liverpool
- Nathalie de Haan, Rom
- Juliette de La Genière, Nevilly-sur-Seine, J.d.G.
- Loretana de Libero, Hamburg, L.d.L.
- Philip de Souza, Twickenham, P.d.S.
- Stefania de Vido, Venedig, S.d.V.
- Wolfgang Decker, Köln, W.D.
- Freddy Decreus, Gent
- Lorena De Faveri, Venedig, L.D.F.
- Giuliana De Francesco, Rom, G.D.F.
- Enzo Degani, Bologna, E.D.
- Sigrid Deger-Jalkotzy, Salzburg, S.D.-J.
- Giuseppe De Gregorio, Rom, G.D.G.
- Roland Deines, Herrenberg, RO.D.
- Johannes Deißler, Mainz
- Marieluise Deißmann-Merten, Freiburg, M.D.M.
- Luc Deitz, Luxemburg
- Lavinio Del Monaco, Rom, L.D.MO.
- Alexander Demandt, Berlin
- Jeanne-Marie Demarolle, Nancy, J.-M. DE.
- Paul Demont, Paris, P.DE.
- Jan den Boeft, Leiderdorp, J.d.B.
- Markus A. Denzel, Göttingen
- Francisco De Oliveira, Coimbra
- Teresa De Robertis, Florenz, T.D.R.
- Wolfgang Detel, Frankfurt/Main, W.DE.
- Hans A. Dettmer, Bochum
- Margherita di Mattia, Rom, M.d.M.
- Steffen Diefenbach, Erfurt, ST.D.
- Angelika Dierichs, Münster, AN.DI.
- Ulrich Dierse, Bochum
- Albert Dietrich, Göttingen, A.D.
- Karlheinz Dietz, Würzburg, K.DI.
- Søren Dietz, Kopenhagen
- Albrecht Dihle, Köln, A.DI.
- Massimo Di Marco, Fondi (Latina), M.D.MA.
- Joachim Dingel, Reutlingen, J.D.
- Götz Distelrath, Konstanz, G.DI.
- Reinhard Dithmar, Berlin
- Antonio Di Vita, Athen
- Martina Dlugaiczyk, Kassel
- DNP-Gruppe Kiel, Kiel, DNP-G.K.
- Roald Frithjof Docter, Gent, R.D.
- Hartmut G. Döhl, Göttingen
- Friederike Döhrer, Kiel, FR.D.
- Barbara Dölemeyer, Frankfurt/Main
- Klaus Döring, Bamberg, K.D.
- Friedrich Karl Dörner, Münster, F.K.D.
- Heinrich Dörrie, Münster, H.D.
- Gerhard Dohrn-van Rossum, Chemnitz, G.D.-v.R.
- Gero Dolezalek, Aberdeen
- Juliusz Domański, Warschau
- Yvonne Domhardt, Zürich, Y.D.
- Brigitte Dominicus, Diersdorf, B.DO.
- William J. Dominik, Durban
- Francesco Donadi, Padua, F.D.
- Alice A. Donohue, Bryn Mawr, A.A.D.
- Tiziano Dorandi, Paris, T.D.
- Annie Doubordieu, Paris, A.DU.
- Anne-Marie Doyen-Higuet, Ciney, A.D.-H.
- Michael Dräger, Kirchlinteln, M.DR.
- Paul Dräger, Trier, P.D.
- Joachim Draheim, Karlsruhe
- Volker Henning Drecoll, Münster, V.DR.
- Thomas Drew-Bear, Lyon, T.D.-B.
- Hans-Joachim Drexhage, Marburg, H.-J.D.
- Boris Dreyer, Göttingen, BO.D.
- Henning Dreyling, München
- Hans-Peter Drögemüller, Hamburg, H.-P.DRÖ.
- Armenuhi Drost-Abgarjan, Halle/Saale, A.D.-A.
- Stella Drougou, Thessaloniki, S.DR.
- Heinz J. Drügh, Tübingen
- Jacques Duchesne-Guillemin, Lüttich, J.D.-G.
- Pierre Ducrey, Lausanne, PI.DU.
- Martina Dürkop, Potsdam, MA.D.
- Jürgen Dummer, Jena
- Ludmil Duridanov, Freiburg, L.D.
- Andrew Dyck, Los Angeles, A.DY.
- Stephen L. Dyson, Buffalo, NY

## E
- Martin Eberle, Leipzig
- Johann Konrad Eberlein, München
- Theodor Ebert, Erlangen, T.E.
- Constanze Ebner, Innsbruck, C.E.
- Werner Eck, Köln, W.E.
- Birgitta Eder, Wien, BI.ED.
- Walter Eder, Bochum, W.ED.
- Dietz Otto Edzard, München, D.O.E.
- Arne Effenberger, Berlin, A.E.
- Ulrike Egelhaaf-Gaiser, Gießen, UL.EG.-G.
- Brigitte Egger, Tübingen
- Beate Ego, Osnabrück, B.E.
- Susanne Eiben, Kiel, SU.EI.
- Birgit Eickhoff, Gießen
- Ulrich Eigler, Trier, U.E.
- Mostafa El-Abbadi, Alexandria
- Paolo Eleuteri, Venedig, P.E.
- Dorothee Elm, Erfurt, D.E.
- Theo Elm, Erlangen
- Hugh Elton, Miami, H.EL.
- Karl-Ludwig Elvers, Bochum, K.-L.E.
- Helmut Engelmann, Köln, HE.EN.
- Johannes Engels, Köln, J.E.
- Claudia Englhofer, Graz, CL.E.
- Robert K. Englund, Berlin, R.K.E.
- Robert Matthias Erdbeer, Tübingen
- Elisabeth Erdmann, Erlangen
- Michael Erler, Würzburg, M.ER.
- Ulrich Ernst, Wuppertal
- Robert Malcolm Errington, Marburg/Lahn, MA.ER.
- Arnold Esch, Rom
- Stefan Esders, Bochum, S.E.
- Roland Étienne, Athen
- Marion Euskirchen, Bonn, M.E.

## F
- Betina Faist, Berlin, B.FA.
- Cristos Fakas, Hamburg, CH.F.
- Giulia Falco, Catania, GI.F.
- Andrea Falcon, Udine, A.FA.
- Ulrich Falk, München
- Marco Fantuzzi, Florenz, M.FA.
- Peter Fasold, Frankfurt/Main
- Richard Fazzini, New York
- Gisela Febel, Stuttgart, G.FE.
- Barbara Feichtinger, Konstanz
- Edith Feistner, München
- Heinz Felber, Leipzig, HE.FE.
- Martin Fell, Münster, M.FE.
- Barbara Feller, Berlin
- Ulrich Fellmeth, Stuttgart, UL.FE.
- Jean-Louis Ferrary, Paris, J.-L.F.
- Juan José Ferrer Maestro, Castellón, J.J.F.M.
- Erika Feucht, Heidelberg, E.FE.
- Hans-Jürgen Feulner, Tübingen, H.J.F.
- Beate Fey-Wickert, Hagen, B.F.-W.
- Uwe Finkbeiner, Tübingen, U.F.
- Klaus Fischer, Bonn, KL.FI.
- Klaus-Dietrich Fischer, Mainz, K.D.F.
- Robert Fischer, Baden-Baden, RO.FI.
- Susanne Fischer, Tübingen, SU.FI.
- Wolfdietrich Fischer, Erlangen
- Gudrun Fischer Saglia, München, G.F.S.
- Hans-W. Fischer-Elfert, Leipzig, H.-W.F.-E.
- Klaus Fitschen, Kiel, K.FI.
- Klaus Fittschen, Wolfenbüttel
- Thorsten Fitzon, Leipzig
- Ludwig Fladerer, Graz, L.FL.
- Egon Flaig, Greifswald, E.F.
- Jaques Flamant, Venelles, J.F.
- Christoph Flamm, Rom
- Peter Flury, München, P.FL.
- Marie Theres Fögen, Frankfurt/Main
- Sabine Föllinger, Mainz, S.FÖ.
- Reinhard Förtsch, Köln, R.F.
- Menso Folkerts, München, M.F.
- Nikolaus Forgó, Wien, N.F.
- Sotera Fornaro, Sassari, S.FO.
- Bernhard Forssman, Erlangen, B.F.
- Berthold Forssman, Jena
- William W. Fortenbaugh, New Brunswick, NJ, WI.FO.
- Ute Frackowiak, Hamburg
- Eckart Frahm, Heidelberg, E.FRA.
- Karl Suso Frank, Freiburg, K.-S.F.
- Thomas Franke, Bochum, T.F.
- Angelika Franz, Hamburg, A.FR.
- Christa Frateantonio, Gießen-Erfurt, C.F.
- Dorothea Frede, Hamburg, D.FR.
- Michael Frede, Oxford, M.FR.
- Helmut Freis, Saarbrücken, H.F.
- Klaus Freitag, Münster, K.F.
- Alexandra Frey, Basel, AL.FR.
- Jörg Frey, Stuttgart, J.FR.
- Klaus Stefan Freyberger, Damaskus
- Gérard Freyburger, Mulhouse, G.F.
- Helmut Freydank, Potsdam, H.FR.
- Edmond Frezouls, Strasbourg, E.FR.
- Robert V. Friedeburg, Rotterdam
- Leonhard Friedrich, Jena
- Heide Frielinghaus, Athen
- Thomas Frigo, Bonn, T.FR.
- Donatella Frioli, Rimini, D.F.
- Peter Frisch, Köln, PE.FR.
- Andreas Fritsch, Berlin
- Bernhard Fritscher, München, B.FR.
- Volkmar Fritz, Gießen
- Wolf Frobenius, Saarbrücken
- Roland Fröhlich, Tübingen, RO.F.
- Andreas Fuchs, Jena
- Rüdiger Fuchs, Mainz
- Thorsten Fuchs, Gießen
- Jörg Fündling, Bonn, JÖ.F.
- Alfons Fürst, Bamberg, A.FÜ.
- Therese Fuhrer, Zürich, T.FU.
- Manfred Fuhrmann, Konstanz, MA.FU.
- Peter Funke, Münster, P.F.
- William D. Furley, Heidelberg, W.D.F.
- Sandro-Angelo Fusco, Bielefeld
- Massimo Fusillo, L’Aquila, M.FU.

## G
- Hans Armin Gärtner, Heidelberg, H.A.G.
- Gianfranco Gaggero, Genua, G.GA.
- Lucia Galli, Florenz, L.G.
- Hartmut Galsterer, Bonn, H.GA.
- Hannes D. Galter, Graz, HA.G.
- Richard Gamauf, Wien, R.GA.
- Ernst Gamillscheg, Wien, ER.GA.
- Kajetan Gantar, Ljubljana
- José Luis García-Ramón, Köln, J.G.-R.
- Michela Gargini, Pisa, M.G.
- Peter Garnsey, Cambridge, P.GA.
- Luigi Garofalo, Verona
- Bruno Garozzo, Pisa, BR.G.
- Christian Gastgeber, Wien
- Paolo Gatti, Trient, P.G.
- Erwin Gatz, Rom
- Bardo Maria Gauly, Kiel, B.GY.
- Walter Gauß, Athen
- Aleksandr Gavrilov, St. Petersburg
- Marianne Gechter, Köln
- Wilhelm Geerlings, Bochum
- Herman Geertman, Rom
- Hans-Joachim Gehrke, Freiburg, H.-J.G.
- Hermann Genz, Istanbul, H.GE.
- Karin Geppert, Tübingen, KA.GE.
- Jörg Gerber, Bochum, JÖ.GE.
- Simon Gerber, Berlin, S.GE.
- Peter Gerlach, Aachen
- Renate Germer, Hamburg, R.GE.
- Beatrix Geßler-Löhr, Heidelberg, B.G.L.
- Klaus Geus, Bamberg, KL.GE.
- Tomasz Giaro, Frankfurt/Main, T.G.
- Katharina Giesen, Tübingen, K.GIE.
- Chris Gill, Exeter, C.GI.
- Adalberto Giovannini, Genf, A.GIO.
- Nicoletta Giovè Marchioli, Triest, N.G.
- Jost Gippert, Frankfurt/Main, J.G.
- Claudia Giuffrida, Catania, C.GIU.
- Christian Gizewski, Berlin, C.G.
- Franz Glaser, Klagenfurt, F.GL.
- Jean Jacques Glassner, Paris, J.-J.G.
- Reinhold F. Glei, Bochum, R.GL.
- Andreas Glock, Jena, AN.GL.
- Anne Glock, Potsdam, A.GL.
- Hans Peter Glöckner, Rostock
- Andrea Maria Gniers, Los Angeles, A.M.G.
- Christian Gnilka, Münster
- Susanne Gödde, Münster, S.G.
- Herwig Görgemanns, Heidelberg, H.GÖ.
- Andrea Goesch, Wiesbaden
- Hans Rupprecht Goette, Athen, H.R.G.
- Thomas Götzelt, Berlin, TH.G.
- Bettina Goffin, Bonn, B.GO.
- Christiane Goldberg, Berlin, CH.G.
- Tobias Goldhahn, Kiel, T.GO.
- Julia Gonnella, Berlin, J.GO.
- Ana Maria Gonzales De Tobia, La Plata/Argentinien
- Rismag Gordesiani, Tiflis
- Richard L.Gordon, Ilmmünster, R.GOR.
- Hans Gottschalk, Leeds, H.G.
- Franziska Gottwald
- Richard Goulet, Antony, R.GO.
- Marie-Odile Goulet-Cazé, Antony, M.G.-C.
- Fritz Graf, Columbus, OH, F.G.
- Anthony Grafton, Princeton, AN.GR.
- Gerd Graßhoff, Bern, GE.G.
- Herbert Graßl, Salzburg, H.GR.
- Anthony Green, Berlin, A.GR.
- Bernhard Greiner, Tübingen
- Katharina Greschat, Mainz, K.GRE.
- Reinhard Grieshammer, Heidelberg, R.GR.
- Peter Gröschler, Mainz, P.GR.
- Carola Groppe, Bochum
- Walter Hatto Gross, Hamburg, W.H.GR.
- Kirsten Groß-Albenhausen, Frankfurt/Main, K.G.-A.
- Max Grosse, Tübingen
- Vera Bitrakova Grozdanova, Skopje
- Joachim Gruber, Erlangen, J.GR.
- Thomas Grünewald, Duisburg, TH.GR.
- Fritz Gschnitzer, Heidelberg, F.GSCH.
- Hubertus Günther, Zürich
- Linda-Marie Günther, Bochum, L.-M.G.
- Matthias Günther, Bielefeld, M.GÜ.
- Maria Ida Gulletta, Pisa, M.I.G.
- Peter Gummert, Eisleben
- Hans Georg Gundel, Gießen, H.G.G.
- Beate Gundert, London, Ontario, BE.GU.
- Gassan Gussejnov, Bremen
- Bodo Guthmüller, Marburg/Lahn
- Andreas Gutsfeld, Münster, A.G.
- Peter Guyot, Hildesheim. P.GU.
- Giuseppe Guzzetta, Mailand

## H
- Margriet J. Haagsma, Athen
- Max Haas, Basel, MA.HA.
- Volkert Haas, Berlin, V.H.
- Mareile Haase, Erfurt, M.HAA.
- Richard Haase, Leonberg, RI.H.
- Mechthild Habermann, Erlangen
- Wolfgang Habermann, Heidelberg, WO.HA.
- Peter Habermehl, Berlin, PE.HA.
- Ilsetraut Hadot, Limours, I.H.
- Pierre Hadot, Limours, P.HA.
- Claus Haebler, Münster, C.H.
- Robin Hägg, Göteborg, R.HÄ.
- Rudolf Haensch, Köln, R.HAE.
- Felix Hafner, Basel
- Jochen Hafner, Tübingen
- Fritz-Peter Hager, Zürich
- Johannes Hahn, Münster, J.H.
- Ulf Hailer, Tübingen, U.HA.
- Verena Tiziana Halbwachs, Wien, V.T.H.
- Jens Halfwassen, Köln, JE.HA.
- Judith Hallet, College Park, Maryland, JU.HA.
- Klaus Hallof, Berlin, KL.HA.
- Harold Hammer-Schenk, Berlin
- Rudolf Hanslik, Wien, RU.HA.
- Annette Harder, Groningen
- Ruth Elisabeth Harder, Zürich, R.HA.
- Philip R. Hardie, Cambridge, P.R.H.
- Jörg Hardy, Berlin, JÖ.HA.
- Henriette Harich-Schwarzbauer, Basel, HE.HA.
- Daniel P. Harmon, Seattle, D.P.H.
- Roger Harmon, Basel, RO.HA.
- Christine Harrauer, Wien, C.HA.
- Dietrich Harth, Heidelberg
- Elke Hartmann, Berlin, E.HA.
- Jana Hartmann, Gießen
- Wolf-Daniel Hartwich, Heidelberg
- Cornelius Hasselblatt, Hamburg
- Wolfgang Fritz Haug, Esslingen
- Stefan R. Hauser, Halle/Saale, S.HA.
- Arnulf Hausleiter, Berlin, AR.HA.
- Herbert Hausmaninger, Wien, H.HA.
- Joost Hazenbos, Leipzig, JO.HA.
- Eberhard Heck, Tübingen, E.HE.
- Hartwig Heckel, Bochum, H.H.
- Karl Hecker, Münster, K.HE.
- Christiaan Lambert Heesakkers, Leiden
- Nils Heeßel, Heidelberg, NI.HE.
- Ulrich Heider, Köln, U.HE.
- Markus Heilmann, Kirchheim/Teck
- Manfred Heim, München, MA.HE.
- Martin Heimgartner, Basel, M.HE.
- Gottfried Heinemann, Kassel, GO.H.
- Susanne Heinhold-Krahmer, Feldkirchen, S.H.-K.
- Johannes Heinrichs, Bonn, JO.H.
- Marlies Heinz, Freiburg, M.H.
- Theodor Heinze, Heidelberg, T.H.
- Michael Heinzelmann, Rom, MI.H.
- Philine Helas, Berlin
- Wolfgang Helck, Hamburg, W.HE.
- Malte Helfberend, Düsseldorf
- Karin Hellwig, München
- Klaus W. Hempfer, Berlin
- Jeffrey Henderson, Boston, J.HE.
- Judith Hendricks, Bochum, JU.HEN.
- Joachim Hengstl, Marburg/Lahn, JO.HE.
- Albert Henrichs, Cambridge, MA, AL.H.
- Peter Herz, Regensburg, P.H.
- Bernhard Herzhoff, Trier, B.HE.
- Peter Hess, Austin/Texas
- Armin Hetzer, Bremen
- Clemens Heucke, München, C.HEU.
- Stephen Heyworth, Oxford, S.H.
- Todd M. Hickey, Georgetown/Washington, DC
- Ellen Hickmann, Hannover
- Thomas Hidber, Göttingen, T.HI.
- Gerhard Hiesel, Freiburg, G.H.
- Friedrich Hild, Wien, F.H.
- Otto Hiltbrunner, Gröbenzell, O.HI.
- Martin Hinterberger, Wien
- Almut Hintze, Cambridge, A.HI.
- Berthold Hinz, Kassel
- Manfred Hinz, Passau
- Wolfgang Hirschmann, Erlangen
- Konrad Hitzl, Tübingen, K.H.
- Christoph Höcker, Kissing, C.HÖ.
- Olaf Höckmann, Mainz, O.H.
- Peter Högemann, Tübingen, PE.HÖ.
- Günther Hölbl, Wien, G.HÖ.
- Karl-Joachim Hölkeskamp, Köln, K.-J.H.
- Achim Hölter, Münster
- Augusta Hönle, Rottweil, A.HÖ.
- Nicola Hoesch, München, N.H.
- Jens Høyrup, Roskilde, JE.HØ.
- Christhard Hoffmann, Bergen
- Friedhelm Hoffmann, Würzburg, FR.H.
- Lars Hoffmann, Mainz, L.H.
- Philippe Hoffmann, Paris, PH.H.
- Thomas Sören Hoffmann, Bonn, TH.S.H.
- Heinz Hofmann, Tübingen, H.HO.
- Mathias René Hofter, Berlin
- Karl Hoheisel, Bonn, KA.HO.
- Elisabeth Hollender, Köln, E.H.
- Martin Holtermann, Mannheim
- Jens Holzhausen, Berlin, J.HO.
- Brigitte Hoppe, München
- Christoph Horn, Bonn, C.HO.
- Simon Hornblower, London, S.HO.
- Karin Hornig, Freiburg, K.HO.
- Martin Hose, München, MA.HO.
- Radislav Hošek, Brünn
- Malte Hossenfelder, Graz, M.HO.
- Blahoslav Hruška, Prag, BL.HR.
- Gabriele Huber, Kassel
- Gerlinde Huber-Rebenich, Jena
- Wolfgang Hübner, Münster, W.H.
- Helmut Hühn, Berlin
- Oliver Hülden, Tübingen, O.HÜ.
- Karl-Heinz Hülser, Konstanz, K.-H.H.
- Christian Hünemörder, Hamburg, C.HÜ.
- Dietrich Huff, Berlin, D.HU.
- Hermann Hunger, Wien, H.HU.
- Richard Hunter, Cambridge, R.HU.
- Rolf Hurschmann, Hamburg, R.H.
- Bernhard Huss, München
- Werner Huß, München, W.HU.
- Philip Huyse, Ivry-sur Seine

## I
- Katerina Ierodiakonou, Oxford, KA.HI.
- Sibylle Ihm, Hamburg, S.I.
- Petar Hr. Ilievski, Skopje
- Annette Imhausen, Cambridge, MA, I.A.
- Brad Inwood, Toronto, B.I.
- Johannes Irmscher, Berlin
- Hans-Peter Isler, Zürich, H.I.

## J
- Bruno Jacobs, Wien, BR.JA.
- Jürgen Jäger, Gießen
- Christine Jakobi-Mirwald, Weiler
- Michael Jameson, Stanford, MI.JA.
- Kristina Janje, Tübingen, K.JA.
- Karl Jansen-Winkeln, Berlin, K.J.-W.
- Elisabeth Jastrzebowska, Warschau, E.JA.
- Herbert Jaumann, Greifswald
- Kristian Jeppesen, Kopenhagen
- Seth Jerchower, Philadelphia, S.JE.
- Michael Job, Göttingen, M.J.
- Henry David Jocelyn, Manchester
- Nina Johannsen, Kiel, NI.JO.
- James J. John, Ithaca, NY, J.J.J.
- Klaus-Peter Johne, Berlin, K.P.J.
- Renate Johne, Berlin
- Sarah Iles Johnston, Columbus, OH, S.I.J.
- Willem Jongman, Groningen, W.J.
- Alberto Jori, Tübingen, AL.J.
- Edwin Arthur Judge, Macquarie/Australien
- Reinhard Jung, Wien, R.J.
- Tim Junk, Kiel, T.J.
- Klaus Junker, Mainz
- Eric Junod, Lausanne, E.J.

## K
- Ingeborg Kader, München
- Lutz Käppel, Kiel, L.K.
- Christian Käßer, Heidelberg, CH.KÄ.
- Jochem Kahl, Münster, J.KA.
- Wolfgang Kaiser, Tübingen, W.KA.
- Ted Kaizer, Oxford, T.KAI.
- Hansjörg Kalcyk, Petershausen, H.KAL.
- Hans Kaletsch, Regensburg, H.KA.
- Lech Kalinowski, Krakau
- Nicola Kaminski, Tübingen
- Tim Kammasch, Zürich
- Helke Kammerer-Grothaus, Bremen, H.K.-G.
- Andreas Kaplony, Zürich
- Grammatiki Karla, Berlin, G.KA.
- Ulrich Karthaus, Gießen
- Klaus Karttunen, Helsinki, K.K.
- Robert A. Kaster, Princeton, R.A.K.
- Helen Kaufmann, Basel, HE.KA.
- Emily Kearns, Oxford, E.K.
- Rudolf W. Keck, Hildesheim
- Peter Kehne, Hannover, P.KE.
- Edward John Kenney, Cambridge, E.KE.
- Manfred Kern, Wien
- Andreas Kessler, Luzern, A.KE.
- Christa Kessler, Emskirchen, C.K.
- Karlheinz Kessler, Emskirchen, K.KE.
- Dietmar Kienast, Neu-Esting, D.K.
- Hermann J. Kienast, Athen,
- Wilhelm Kierdorf, Köln, W.K.
- Mirko Kirschkowski, Freiburg, M.KI.
- Barbara Kilian, Heidelberg
- Dorothee Kimmich, Freiburg/Gießen
- Helen King, Reading, H.K.
- Konrad Kinzl, Peterborough/Ontario, K.KI.
- Stefan Kipf, Berlin
- Martin Kirnbauer, Basel
- Zsolt Kiss, Warschau
- Michael J. Klein, Mainz
- Ralf Klein SJ, Berlin
- Horst Klengel, Berlin, H.KL.
- Evelyn Klengel-Brandt, Berlin, E.K.-B.
- Jörg Klinger, Bochum, J.KL.
- Claudia Klodt, Bochum, CL.K.
- Martin Klöckener, Fribourg, M.KLÖ.
- Hans Kloft, Bremen
- Paul Klopsch, Erlangen
- Dietrich Klose, München, DI.K.
- Joachim Knape, Tübingen
- Fritz Peter Knapp, Heidelberg
- Heiner Knell, Darmstadt, H.KN.
- Thorsten Knorr, Hamburg, TH.KN.
- Christoph Koch, Berlin, CH.K.
- Elisabeth Koch, Jena
- Heidemarie Koch, Marburg, H.KO.
- Klaus Koch, Hamburg, K.KO.
- Nadia Justine Koch, Tübingen, N.K.
- Peter Koch, Tübingen
- Valentin Kockel, Augsburg, V.K.
- Matthias Köckert, Berlin, M.K.
- Jens Köhler, Rom
- Ralf Koerrenz, Jena
- Christoph Kohler, Bad Krozingen, C.KO.
- Anne Kolb, Zürich, A.K.
- Jerzy Kolendo, Warschau
- Foteini Kolovou, Berlin, F.KO.
- Heinrich Konen, Regensburg, H.KON.
- Alexandra Kopka, Freiburg
- Manfred Korfmann, Tübingen, M.KO.
- Arno Kose, Berlin, A.KO.
- Michaela Kostial, Augsburg
- Djordje S. Kostić, Belgrad,
- Barbara Kowalzig, Oxford, B.K.
- Fritz Krafft, Marburg/Lahn, F.KR.
- Johannes Kramer, Trier, J.KR.
- Herwig Kramolisch, Eppelheim, HE.KR.
- Christoph Krampe, Bochum, C.KR.
- Barbara Kranz, Seelbach-Wittelbach
- Margarita Kranz, Berlin
- Gernot Krapinger, Graz, G.K.
- Helmut Krasser, Gießen, H.KR.
- Jens-Uwe Krause, München, J.K.
- Rolf Krauss, Berlin, R.K.
- Stefan Krauter, Tübingen, ST.KR.
- Manfred Krebernik, Jena, M.KR.
- Christopher Krebs, Kiel, CH.KR.
- Detlev Kreikenbom, Mainz
- Gert Kreutzer, Köln
- Walter Kreyszig, Saskatoon/Wien,
- Fritz Krinzinger, Wien
- Jens Kröger, Berlin, JE.KR.
- Dietfried Krömer, München
- Alfred Krovoza, Hannover
- Peter Kruschwitz, Berlin, P.KR.
- Guido Kryszat, Münster, GU.KR.
- Ludolf Kuchenbuch, Hagen, LU.KU.
- Wilhelm Kühlmann, Heidelberg
- Hartmut Kühne, Berlin, H.KÜ.
- Andreas Külzer, Wien, A.KÜ.
- Bettina Kümmerling-Meibauer, Tübingen
- Ernst Künzl, Mainz, E.KÜ.
- Jochem Küppers, Düsseldorf, J.KÜ.
- Christoph Kugelmeier, Berlin, CHR.KU.
- Christina Kuhn, Kassel, CH.KU.
- Barbara Kuhn-Chen, Gießen
- Hans-Peter Kuhnen, Trier, H.KU.
- Amélie Kuhrt, London, A.KU.
- Lukas Kundert, Basel, LUK.KU.
- Paul Kunitzsch, München, P.K.
- Christiane Kunst, Potsdam, C.KU.
- Heike Kunz, Tübingen, HE.K.
- Max Kunze, Stendal
- Gerhard Kurz, Gießen,
- Ernst Kutsch, Wien, ER.K.
- Helmut Kyrieleis, Berlin
- Bernhard Kytzler, Berlin/Durban, B.KY.

## L
- Jean Louis Labarrière, Paris, J.L.L.
- Frauke Lätsch, Stuttgart, F.LE.
- Yves Lafond, Bochum, Y.L.
- Marie-Luise Lakmann, Münster, M.-L.L.
- André Laks, Lilie, A.LA.
- Jean-Luc Lamboley, Grenoble, J.-L.L.
- Anna Lambropoulou, Athen, A.LAM.
- Hans-Uwe Lammel, Rostock
- Heinz-Otto Lamprecht, Köln, H.-O.L.
- Katharina Landfester, Ulm
- Manfred Landfester, Gießen
- Armin Lange, Tübingen, AR.L.
- Eugenio La Rocca, Rom
- François Lasserre, Lausanne, F.L.
- Joachim Latacz, Basel, J.L.
- Ingrid Laube, Gießen
- Marc Laureys, Bonn
- Marion Lausberg, Augsburg, MA.L.
- Yann Le Bohec, Lyon, Y.L.B.
- Eckard Lefèvre, Freiburg, E.L.
- Marcel Leglay, Lyon, M.LE.
- Gunnar Lehmann, Jerusalem, G.LE.
- Gustav Adolf Lehmann, Göttingen, G.A.L.
- Andreas Lehnardt, Tübingen, A.LE.
- Luigi Lehnus, Mailand, L.L.
- Thomas Leisten, Princeton, T.L.
- David Leitao, San Francisco, D.LE.
- Maria Costanza Lentini, Naxos, M.C.L.
- Jürgen Leonhardt, Marburg/Lahn, J.LE.
- Hartmut Leppin, Frankfurt/Main, H.L.
- Wolfgang Leschhorn, Leipzig, W.L.
- Michael Lesky, Tübingen, MI.LE.
- Rolf Lessenich, Bonn
- Silvia Letsch-Brunner, Zürich, S.L.-B.
- Anne Ley, Xanten, A.L.
- Adrienne Lezzi-Hafter, Kilchberg, A.L.H.
- Wolf-Lüder Liebermann, Bielefeld, W.-L.L.
- Cay Lienau, Münster, C.L.
- Lothar Lies, SJ Innsbruck
- Anne Lill, Tartu
- Bo Lindberg, Göteborg
- Jerzy Linderski, Chapel Hill (NC), J.LI.
- Stefan Link, Paderborn, S.L.
- Bernhard Linke, Dresden, B.LI.
- A. W. Lintott, Oxford, A.W.L.
- Monica Livadiotti, Athen
- Rüdiger Liwak, Berlin, R.L.
- Marcus Llanque, Berlin
- Johanna Loehr, Kiel, JO.L.
- Winrich Alfried Löhr, Hamburg, W.LÖ.
- Wolf-Dietrich Löhr, Bonn
- Hans Lohmann, Bochum, H.LO.
- Charles H. Lohr, Freiburg
- Angelika Lohwasser, Berlin, A.LO.
- Mario Lombardo, Lecce, M.L.
- Juan Antonio López Férez, Madrid
- Richard Lorch, München, RI.L.
- Luigi Loreto, Würzburg
- Fritz Lošek, Wien
- Volker Losemann, Marburg/Lahn, V.L.
- Heiner Lücke, Halle/Saale
- Werner Lütkenhaus, Marl, WE.LÜ.
- Klaus Luig, Köln
- Steven Lundström, Berlin, S.LU.
- Ulrich Luz, Göttingen, U.L.
- Maria Jagoda Luzzatto, Florenz, M.J.L.

## M
- Michael Maaß, Karlsruhe, MI.MA.
- Gerta Maaß-Lindemann, Karlsruhe, G.M.-L.
- Maria Macuch, Berlin, M.MA.
- Domenico Magnino, Pavia, D.M.
- Sabina Magrini, Florenz, S.MA.
- Wolfram-Aslan Maharam, München, W.-A.M.
- Jean-Pierre Mahé, Paris, J.P.M.
- Thomas Maissen, Zürich
- Georgios Makris, Bochum, G.MA.
- Franz Mali, Fribourg, F.MA.
- Giacomo Manganaro, Sant’Agata li Battiata, GI.MA.
- Marilena Maniaci, Rom, MA.MA.
- Wolfgang Mann, New York, WO.M.
- Dietrich Mannsperger, Tübingen, D.MAN.
- Anneliese Mannzmann, Münster, An.Ma.
- Ulrich Manthe, Passau, U.M.
- Gabriele Marasco, Pisa, GA.MA.
- Simona Marchesini Velasco, Tübingen, SI.MA.
- Christian Marek, Zürich, C.MA.
- Christoph Markschies, Heidelberg, C.M.
- Peter K. Marshall, Venedig
- Heinrich Marti, Küsnacht, H.MA.
- Hanz Günter Martin, Saßnitz/Rügen
- Wolfram Martini, Gießen, W.MA.
- Dana Martínková, Prag
- Peter Marzolff, Heidelberg, P.MA
- Miro Mašek, Hamburg
- Attilio Mastino, Sassari, A.MA.
- Attilio Mastrocinque, Verona, A.MAS.
- Torsten Mattern, Marburg, T.M.
- Hartmut Matthäus, Erlangen
- Stephanos Matthaios, Nikosia, ST.MA.
- Stefan Maul, Heidelberg, S.M.
- Gerhard May, Mainz, GE.MA.
- Jochen W. Mayer, Stuttgart, J.W.MA.
- Andreas Mehl, Halle/Saale, A.ME.
- Hans-Rudolf Meier, Basel
- Mischa Meier, Bielefeld, M.MEI.
- Michael Meier-Brügger, Berlin, M.M.-B.
- Stephan Meier-Oeser, Berlin, ST.M.-OE.
- Stefan Meineke, Freiburg
- Gerhard Meiser, Halle/Saale, GE.ME.
- Franz-Stefan Meissel, Wien, F.ME.
- Burkhard Meißner, Halle/Saale, B.M.
- Florian Meister, Marburg, F.MEI.
- Klaus Meister, Berlin, K.MEI.
- Piero Meloni, Cagliari, P.M.
- Gert Melville, Dresden, G.MEL.
- Giovanna Menci, Florenz, G.M.
- Doron Mendels, Jerusalem
- Giovanni Mennella, Genua, G.ME.
- Eckart Mensching, Berlin, E.M.
- Volker Mergenthaler, Tübingen
- Recep Meriç, Izmir, R.M.
- Kerstin Merkel, Bebra
- Andreas Merkt, Regensburg, AN.M.
- Jean-Christophe Merle, Tübingen
- Aldo Messina, Triest, AL.MES.
- Karin Metzler, Berlin, K.M.
- Andreas Meyer, Marburg
- Doris Meyer, Freiburg, D.ME.
- Ernst Meyer, Zürich, E.MEY.
- Hugo Meyer, Princeton, H.ME.
- Jan-Waalke Meyer, Berlin, J.M.
- Stefan Meyer-Schwelling, Tübingen, S.M.-S.
- Raphael Michel, Basel, RA.MI.
- Simone Michel, Hanau/Gießen, S.MI.
- Mihály-Loránd Dészpa, Konstanz, D.MI.-LO.
- Tomasz Mikocki, Warschau
- Martin Miller, Berlin, M.M.
- Vitomir Mitevski, Skopje
- Veronika Mitsopoulos-Leon, Athen
- Hans-Ernst Mittig, Berlin
- Alexander Mlasowsky, Hannover, A.M.
- Astrid Möller, Freiburg, A.MÖ.
- Heinz Mohnhaupt, Frankfurt/Main
- Hubert Mohr, Bremen
- Burkhard Mojsisch, Bochum
- Marina Molin Pradel, Venedig, M.P.M.
- Heide Mommsen, Stuttgart, H.M.
- Luca Mondin, Venedig, L.M.
- Franco Montanari, Pisa, L.M.
- Ornella Montanari, Bologna, O.M.
- Fabio Mora, Messina, F.MO.
- Maria Milvia Morciano, Florenz, M.M.MO.
- Carmen Morenilla Talens, Valencia
- Ludwig D. Morenz, Tübingen, L.D.M.
- Jean-Charles Moretti, Lyon
- Anja Moritz, Potsdam, A.MO.
- Cécile Morrisson, Paris, CÉ.M.
- Christian Moser, Bonn
- Glenn W. Most, Pisa, G.W.M.
- Saskia Motullo, Kiel, S.MO.
- Alexander P. D. Mourelatos, Austin, AL.M.
- Sigrid Mratschek, Ludwigshafen, S.MR.
- Claire Muckensturm-Poulle, Besançon, C.M.-P.
- Hans-Otto Mühleisen, Augsburg
- Christian Müller, Bochum, C.MÜ.
- Hans-Peter Müller, Münster, H.-P.M.
- Rebecca Müller, Bamberg
- Stefan Müller, Hagen, S.MÜ.
- Walter W. Müller, Marburg/Lahn, W.W.M.
- Michael Müller-Karpe, Mainz
- Christa Müller-Kessler, Emskirchen, C.K.
- Klaus Müller-Richter, Tübingen
- Renate Müller-Wollermann, Tübingen, R.M.-W.
- Katharina Münchberg, Tübingen
- Herfried Münkler, Berlin
- Anna Muggia, Pavia, A.MU.
- Ulrich Muhlack, Frankfurt/Main
- Herman Mussche, Gent
- Domenico Musti, Rom, DO.MU.
- Karol Myśliwiec, Warschau

## N
- Peter C. Nadig, Duisburg, P.N.
- Beat Näf, Zürich
- Olev Nagel, Tartu
- Dietmar Najock, Berlin, D.N.
- Michel Narcy, Paris, MI.NA.
- Alessandro Naso, Udine, A.NA.
- Claudia Nauerth, Heidelberg, CL.NA.
- Sabine Naumer, Fuldabrück
- Anne Nercessian, Paris, A.N.
- Ada Neschke, Lausanne, A.NE.
- Heinz-Günther Nesselrath, Göttingen, H.-G.NE.
- Reviel Netz, Stanford, R.NE.
- Richard Neudecker, Rom, R.N.
- Karl August Neuhausen, Bonn
- Günter Neumann, Münster, G.N.
- Hans Neumann, Berlin, H.N.
- Christoff Neumeister, Frankfurt/Main, CH.N.
- Karin Neumeister, Frankfurt/Main, K.NE.
- Michael Niedermeier, Berlin
- Dirk Niefanger, Göttingen
- Johannes Niehoff, Freiburg, J.N.
- Herbert Niehr, Tübingen, H.NI.
- Inge Nielsen, Hamburg, I.N.
- Wolf-Dietrich Niemeier, Heidelberg, W.-D.N.
- Hans Georg Niemeyer, Hamburg, H.G.N.
- Wilfried Nippel, Berlin, W.N.
- Hans Jörg Nissen, Berlin, H.J.N.
- Karl Leo Noethlichs, Aachen, K.L.N.
- Johannes Nollé, München, JO.NO.
- Hans Ulrich Nuber, Freiburg
- René Nünlist, Providence (RI), RE.N.
- Astrid Nunn, Frankfurt/Main, A.NU.
- Vivian Nutton, London, V.N.

## O
- John H. Oakley, Williamsburg (VA), J.O.
- Thomas Oberlies, Freiburg, TH.O.
- Hans-Peter Obermayer, München, H.-P.O.
- Joachim Oelsner, Leipzig, J.OE.
- Alexis Oepen, Madrid, A.O.
- Günther Oestmann, Bremen
- Norbert Oettinger, Augsburg, N.O.
- Ömer Özyiğit, Izmir, Ö.ÖZ.
- Eckart Olshausen, Stuttgart, E.O.
- Dominic O’Meara, Fribourg
- Björn Onken, Kassel, BJ.O.
- Robin Osborne, Oxford, R.O.
- Jürgen Osing, Berlin, J.OS.
- Renate Oswald, Graz, R.OS.
- Claudia Ott, Berlin, C.O.
- Joachim Ott, Frankfurt/Main

## P
- Gianfranco Paci, Macerata, G.PA.
- Edgar Pack, Köln, E.P.
- J. Michael Padgett, Princeton, M.P.
- Johannes Pahlitzsch, Berlin, J.P.
- Dario Palermo, Catania, DA.P.
- Ruth Palmer, Athens (OH), RU.PA.
- Aliki Maria Panayides, Bern, AL.PA.
- Sabine Panzram, Münster, S.PA.
- Ioannis Papachristodoulou, Rhodos
- Martin Papenheim, Düsseldorf
- Anna Pappa, Ioannina, A.P.
- Umberto Pappalardo, Neapel, U.PA.
- Robert Parker, Oxford, R.PA.
- Maria Cecilia Parra, Pisa, M.C.P.
- Rosario Patané, Catania, RO.PA.
- Kristine Patz, Berlin
- Barbara Patzek, Essen, B.P.
- Thomas Paulsen, Bochum, TH.P.
- Christoph Georg Paulus, Berlin, C.PA.
- Dennis Pausch, Gießen
- Brigitte Pedde, Berlin
- Anastasia Pekridou-Gorecki, Frankfurt/Main, A.P.-G.
- C. B. R. Pelling, Oxford, C.B.P.
- Franz Penzenstadler, Tübingen
- Rosella Pera, Genua, R.PE.
- Leo Perdue, Fort Worth, L.P.
- Anneliese Peschlow-Bindokat, Berlin, A.PE.
- Despina Petecel, Bukarest
- Ulrike Peter, Berlin, U.P.
- Silke Petersen, Hamburg, S.P.
- Maria Federica Petraccia Lucernoni, Mailand, M.F.P.L.
- Georg Petzl, Köln, G.PE.
- Ulrich Pfarr, Mömbris
- C. Robert III. Phillips, Bethlehem (PA), C.R.P.
- Adelina Piatkowski, Bukarest
- Rosa Maria Piccione, Jena, R.M.P.
- Michelangelo Picone, Zürich
- Christian Pietsch, Mainz, C.Pi.
- Volker Pingel, Bochum, V.P.
- Vinciane Pirenne-Delforge, Romsée, V.P.-D.
- Salvatore Pisani, Florenz
- Robert Plath, Erlangen, R.P.
- Gertrud Platz-Horster, Berlin, G.PL.
- Marian Plezia, Krakau
- Annegret Plontke-Lüning, Jena, A.P.-L.
- Seraina Plotke, Basel, SE.P.
- Thomas Podella, Lübeck, TH.PO.
- Egert Pöhlmann, Erlangen, EG.P.
- Thomas Poiss, Berlin
- Michel Polfer, Luxemburg, MI.PO.
- Wolfgang Polleichtner, Würzburg, W.PO.
- Karla Pollmann, St. Andrews, K.P.
- Gabriella Poma, Forli, GA.P.
- Beate Pongratz-Leisten, Princeton, B.P.-L.
- Erich Poppe, Marburg/Lahn
- Robert Porod, Graz, RO.PO.
- James I. Porter, Ann Arbor, J.I.P.
- Werner Portmann, Berlin, W.P.
- Paul Potter, London/Ontario, P.PO.
- Daniel T. Potts, Waverley, D.T.P.
- Giancarlo Prato, Cremona, G.P.
- Friedhelm Prayon, Tübingen, F.PR.
- Francesca Prescendi, Genf, FR.P.
- Frank Pressler, Heidelberg, F.P.
- Simon R. F. Price, Oxford, SI.PR.
- Claus Priesner, München
- Oliver Primavesi, Frankfurt/Main, O.P.
- Günter Prinzing, Mainz, G.PR.
- Martin Pujiula, Kassel, M.PU.

## Q
- Joachim Quack, Berlin, JO.QU.
- Stefania Quilici Gigli, Rom, S.Q.G.

## R
- Kurt Raaflaub, Rhode Island, K.R.A.
- Fritz Raber, Innsbruck, FR.R.
- Stefan Radt, Groningen, S.RA.
- Wolfgang Radt, Istanbul, W.R.
- David Antony Raeburn, Oxford
- Barbara Ränsch-Trill, Köln
- Georges Raepsaet, Brüssel, G.R.
- Filippo Ranieri, Saarbrücken
- Dominic Rathbone, London, D.R.
- Michael Rathmann, Bonn, M.RA.
- Reinhard Rathmayr, Salzburg, R.RA.
- Christine Ratkowitsch, Wien
- Sven Rausch, Kiel, SV.RA.
- Stefan Rebenich, Mannheim,
- Michael Redies, Berlin, M.R.
- Gottfried Reeg, Berlin, G.RE.
- Ellen Rehm, Frankfurt/Main, E.RE.
- Andrea Reichel, Bonn
- Diether Roderich Reinsch, Berlin,
- Christiane Reitz, Rostock, CH.R.
- François Renaud, Moncton, F.R.
- Constanze Rendtel, Zürich
- Johannes Renger, Berlin, J.RE.
- Tilman Repgen, Köln
- Martin Rese, Münster, M.RE.
- Bruno Reudenbach, Hamburg
- Werner A. Reus, Stuttgart, W.RE.
- Klaus Rheidt, Berlin
- Peter J. Rhodes, Durham, P.J.R.
- John A. Richmond, Blackrock (VA), J.A.R.
- Lukas Richter, Berlin, L.R.
- Will Richter, Göttingen, W.RI.
- Friedo Ricken, München
- Josef Riederer, Berlin, JO.R.
- Christoph Riedweg, Zürich, C.RI.
- Elisabeth Rieken, Berlin, E.RI.
- Jörg Rieker, Trier, JÖ.RI.
- Peter Riemer, Potsdam, P.RI.
- Josef Rist, Würzburg, J.RI.
- Zsigmond Ritoók, Budapest
- Ágnes Ritoók-Szalay, Budapest
- James B. Rives, Toronto, J.B.R.
- Helmut Rix, Freiburg, H.R.
- Emmet Robbins, Toronto, E.R.
- Michael Roberts, Middletown (CT), M.RO.
- Klaus Röhrborn, Göttingen
- Heinz Rölleke, Wuppertal
- Wolfgang Röllig, Tübingen, W.R.
- Malte Römer, Berlin, M.RÖ.
- Wolfgang Rösler, Berlin, W.RÖ.
- Detlef Rößler, Berlin
- Dirk Rohmann, Tübingen, D.RO.
- Renate Rolle, Hamburg, R.R.
- Robert Rollinger, Innsbruck
- Bettina Rommel, Greifswald
- Markus Rose, Kassel, MA.RO.
- Klaus Rosen, Bonn, K.R.
- Veit Rosenberger, Augsburg, V.RO.
- Christoph Rottler, Tübingen, C.R.
- Kurt Rudolph, Marburg/Lahn, KU.R.
- Wolf Rudolph, Berlin
- Joachim Rückert, Frankfurt/Main
- Jörg Rüpke, Erfurt, J.R.
- Kai Ruffing, Marburg/Lahn, K.RU.
- Frank Rumscheid, Berlin, FR.RU.
- David T. Runia, Leiden, D.T.R.
- Hans-Albert Rupprecht, Marburg/Lahn
- Erwin Maria Ruprechtsberger, Linz, E.M.R.
- Ian C. Rutherford, Reading, I.RU.

## S
- Richard Saage, Halle/Saale
- Klaus-Jürgen Sachs, Erlangen
- Dirk Sacré, Leuven
- Hélène Sader, Beirut, H.SAD.
- Henri D. Saffrey, Paris, H.SA.
- Maren Saiko, Bochum, M.SAI.
- Mohamed Saleh, Kairo
- Walther Sallaberger, Leipzig, WA.SA.
- Robert Sallares, Manchester, R.SA.
- Klaus Sallmann, Mainz, KL.SA.
- Olli Salomies, Helsinki
- Eleonora Salomone Gaggero, Genua, E.S.G.
- Deborah Salsano, Catania, D.SA.
- Mirjo Salvini, Rom, MI.SA.
- Michele Renée Salzmann, Riverside, M.SA.
- Heleen Sancisi-Weerdenburg, Utrecht, H.S.-W.
- Luigi Santi Amantini, Genua, L.S.A.
- Elżbieta Sarnowska-Temeriusz, Warschau
- Antonio Sartori, Mailand, A.SA.
- Marjeta Šašel Kos, Ljubljana, M.Š.K.
- Eberhard Sauer, Leicester, E.SA.
- Vera Sauer, Stuttgart, V.S.
- Werner Sauer, Graz, W.SA.
- Friedrich Sauerwein, Heidelberg, F.Sa.
- Kyriakos Savvidis, Bochum, K.SA.
- Mustafa H. Sayar, Köln, M.H.S.
- Livio Sbardella, L’Aquila, L.SB.
- Albert Schachter, Montreal, A.S.
- Gerson Schade, Berlin, GE.SCH.
- Alfred Schäfer, Köln, AL.SCH.
- Daniel Schäfer, Köln
- Brigitte Schaffner, Basel, B.SCH.
- Berndt Schaller, Göttingen, BE.SCH.
- Hans-Joachim Schalles, Xanten
- Egon Schallmayer, Bad Homburg
- Dietmar Schanbacher, Dresden, D.SCH.
- Friedhelm Scharf, Kassel
- Irmgard Scharold, Bamberg
- Gerald P. Schaus, Waterloo/Ontario, G.P.S.
- Tanja Scheer, Rom, T.S.
- Bertram Schefold, Frankfurt/Main
- Ingeborg Scheibler, Krefeld, I.S.
- John Scheid, Paris, J.S.
- Hans-Martin Schenke, Berlin, H.-M.SCHE.
- Wolfgang Schenkel, Tübingen
- Johannes Scherf, Tübingen, JO.S.
- Peter Scherrer, Wien, P.SCH.
- Hans Jürgen Scheuer, Göttingen, HA.J.S.
- Galina Ivanovna Schevtschenko, Minsk
- Claudio Schiano, Bari
- Gottfried Schiemann, Tübingen, G.S.
- Volker Schier, Bubenreuth
- Wolfgang Schiering, Heidelberg
- Alfred Schindler, Heidelberg, AL.SCHI.
- Claudia Schindler, Tübingen, C.SCHI.
- Brigitte Schirmer, Freiburg, BR.SCH.
- Thomas Schirren, Tübingen, TH.SCH.
- Karin Schlapbach, Zürich, K.SCHL.
- Renate Schlesier, Berlin, RE.S.
- Christiane Schmidt, Tübingen, CHRI.SCHM.
- E. A. Schmidt, Tübingen, E.A.S.
- Ernst-Günther Schmidt, Leipzig, E.-G.S.
- Manfred Gerhard Schmidt, Berlin
- Margot Schmidt, Basel, MA.SCH.
- Meret Schmidt, Bochum, ME.SCH.
- Peter Lebrecht Schmidt, Konstanz, P.L.S.
- Wolfgang Schmidt, Bad Homburg
- Wilhelm Schmidt-Biggemann, Berlin
- Wendelin Schmidt-Dengler, Wien
- Arbogast Schmitt, Marburg/Lahn
- Hatto H. Schmitt, München, H.H.S.
- Tassilo Schmitt, Bielefeld, TA.S.
- Pauline Schmitt-Pantel, Paris, P.S.-P.
- Christine Schmitz, Münster
- Thomas A. Schmitz, Bonn
- Winfried Schmitz, Bielefeld, W.S.
- Ulrich Schmitzer, Erlangen, U.SCH.
- Helmuth Schneider, Kassel, H.SCHN.
- Jakob Hans Josef Schneider, Tübingen
- Norbert Schneider, Osnabrück
- Notker Schneider, Köln, NO.SCH.
- Rolf Michael Schneider, Cambridge, R.M.S.
- Kerstin M. Schneider-Seidel, Kassel
- Udo Schnelle, Halle/Saale, U.SCHN.
- Georg Schöllgen, Bonn, G.SCH.
- Franz Schön, Regensburg, F.SCH.
- Claus Schönig, Mainz, CL.SCH.
- Hanne Schönig, Halle/Saale, H.SCHÖ.
- Bernhard F. Scholz, Groningen
- Cordula Scholz, Köln, COR.SCH.
- Udo W. Scholz, Würzburg, U.W.S.
- Ulf-Dietrich Schoop, Tübingen, U.-D.S.
- Martin Schottky, Pretzfeld, M.SCH.
- Peter Schreiner, Köln, P.S.
- Bianca-Jeanette Schröder, München, B.-J.SCH.
- Jan Schröder, Tübingen
- Winfried Schröder, Berlin
- Elisabeth Schröter, Mainz
- Andreas Schubert, Hamburg, AN.S.
- Astrid Schürmann, Mannheim, AS.S.
- Eckart E. Schütrumpf, Boulder (CO), E.E.S.
- Sven Schütte, Köln
- Anke Schütte-Maischatz, Münster,A.S.-M.
- Christof Schuler, Tübingen, C.SCH.
- Jörg Schulte-Altedorneburg, Marburg, J.S.-A.
- Christian Schulze, Bochum, CH.S.
- Janine Schulze, Leipzig
- Heinz-Joachim Schulzki, Freudenstadt, H.-J.S.
- Leonhard Schumacher, Mainz, LE.SCH.
- Volker Schupp, Freiburg
- Ernst-Ludwig Schwandner, Berlin
- Andreas Schwarcz, Wien, A.SCH.
- Stefan Schwarz, Zürich
- Franz Ferdinand Schwarz, Graz, FR.SCH.
- Beat Schweizer, Tübingen
- Stefan Schweizer, Kassel
- Anna Maria Schwemer, Tübingen, A.M.S.
- Daniel Schwemer, Würzburg, DA.SCH.
- Hans Schwerteck, Tübingen, HA.SCH.
- Elmar Schwertheim, Münster, E.SCH.
- Johannes Schwind, Trier, J.SCH.
- Jürgen Paul Schwindt, Heidelberg, J.P.S.
- Achim Schyboll, Schliengen, ACH.S.
- Steven Scully, Boston, S.SC.
- Elmar Seebold, München
- Jürgen Seeher, Istanbul, J.SE.
- Markus Sehlmeyer, Rostock, M.SE.
- Klaus Seibt, Leonberg, K.SE.
- Hans Seidel, Markkleeberg, H.SE.
- Bernd Seidensticker, Berlin
- Ursula Seidl, München, U.SE.
- Stephan Johannes Seidlmayer, Berlin, S.S.
- Christoph Selzer, Frankfurt/Main, C.S.
- Reinhard Senff, Bochum, R.SE.
- Marcel Senn, Zürich
- Luigi Sensi, Perugia, LE.S.
- Lorenzo Sguaitamatti, Zürich
- H. Alan Shapiro, Baltimore, A.SH.
- Robert Sharples, London, R.S.
- Brent D. Shaw, Princeton, B.D.S.
- Anne Viola Siebert, Hannover, A.V.S.
- Uwe Sievertsen, Tübingen, U.S.
- Peter Siewert, Wien, P.SI.
- Dorothea Sigel, Tübingen, D.SI.
- Dietrich Simon, Jena, DI.S.
- Walter Simon, Tübingen, W.SI.
- Primož Simoniti, Ljubljana
- Roswitha Simons, Düsseldorf, R.SI.
- Ulrich Sinn, Würzburg, UL.S.
- Minna Skafte Jensen, Odense
- Daniel Škoviera, Bratislava
- Bernhard Smarczyk, Köln, B.SMA.
- Kurt Smolak, Wien, K.SM.
- Raphael Sobotta, Heidelberg, R.SO.
- Holger Sonnabend, Stuttgart, H.SO.
- Walther Sontheimer, Stuttgart, W.So.
- Christine Sourvinou Inwood, Oxford, C.S.I.
- Anthony J. S. Spawforth, Newcastle/Tyne, A.SPA.
- Paul Speck, Berlin, P.SP.
- Andreas Speer, Köln, A.Sp.
- Hans-Dieter Spengler, Erlangen
- Wolfgang Speyer, Salzburg, WO.SP.
- Wolfgang Spickermann, Bochum, W.SP
- Jörg Spielvogel, Bremen, JÖ.SP.
- Santo Daniele Spina, Catania, S.D.SP.
- Günter Spitzbart, Herscheid, G.SP.
- Friedrich Spoth, München, F.SP.
- Peter Springer, Oldenburg
- Stanisław Stabryła, Warschau
- Ekkehard Stärk, Leipzig, E.S.
- Ines Stahlmann, Berlin, I.ST.
- Karl-Heinz Stanzel, Tübingen, K.-H.S.
- Frank Starke, Tübingen, F.S.
- Michael Stausberg, Heidelberg, MI.STA.
- Arnulf Stefenelli, Passau, A.ST.
- Ekkehard Stegemann, Basel, E.STE.
- Wolfgang Stegemann, Heidelberg, W.STE.
- Helena Stegmann, Bonn, H.S.
- Eva Stehlíková, Prag, E.ST.
- Heinhard Steiger, Gießen
- Bruno Steimer, Freiburg, BR.ST.
- Christopher Steimle, Erfurt, CH.ST.
- Elke Stein-Hölkeskamp, Köln, E.S.-H.
- Roland Steinacher, Innsbruck
- Dieter Steinbauer, Regensburg, D.ST.
- Matthias Steinhart, Freiburg, M.ST.
- Ulrike Steinhauser, München
- Jan Stenger, Kiel, J.STE.
- Britta Stengl, Tübingen, B.S.
- Hartmut Stenzel, Gießen
- Ruth Stepper, Potsdam, R.ST.
- Dirk Steuernagel, Heidelberg, DI.ST.
- Wesley M. Stevens, Winnipeg, W.M.S.
- Rainer Stillers, Konstanz
- Magdalena Stoevesandt, Basel, MA.ST.
- Eliane Stoffel, Altkirch, EL.STO.
- Marten Stol, Leiden, MA.S.
- Michael Stolberg, München
- Oliver Stoll, Mainz, O.S.
- Helmut Storch, Tübingen, H.ST.
- Peter Stotz, Zürich
- Daniel Strauch, Berlin, D.S.
- Benjamin Straumann, Zürich
- Michael P. Streck, München, M.S.
- Karl Strobel, Klagenfurt, K.ST.
- Wilfried Stroh, München, W.STR.
- Jutta Stroszeck, Athen
- Jürgen Strothmann, Bochum, JÜ.STR.
- Meret Strothmann, Bochum, ME.STR.
- Klaus Strunk, München, K.S.
- Tilman Struve, Düsseldorf
- Basil Studer, Engelberg, B.STU.
- Alfred Stückelberger, Bern
- Gerd Stumpf, München, GE.S.
- Julia Sünskes Thompson, Münster, J.S.T.
- Werner Suerbaum, München, W.SU.
- Orrin F. Summerell, Bochum
- Rudolf Suntrup, Münster
- Marica Šuput, Belgrad
- Giancarlo Susini, Bologna, G.SU.
- Claudia E. Suter, Chicago
- Martin Svatoš, Prag
- Dirk Syndram, Dresden
- Thomas A. Szlezák, Tübingen, T.A.S.

## T
- Maurizio Taddei, Rom, MA.TA.
- Hans Täuber, Wien, H.TÄ.
- Sarolta A. Takacs, Cambridge (MA), S.TA.
- Richard Talbert, Chapel Hill, RI.T.
- Piotr Taracha, Warschau, P.T.
- Michel Tardieu, Joigny, MI.TA.
- Harald Tausch, Gießen
- Klaus Tausend, Graz, KL.T.
- Sabine Tausend, Graz, SA.T.
- Hildegard Temporini-Gräfin Vitzthum, Tübingen, H.T.-V.
- Michael Theobald, Tübingen, M.TH.
- Andreas Thomsen, Tübingen, A.T.
- Gerhard Thür, Graz, G.T.
- Günther E. Thüry, Salzburg, G.TH.
- Stephanie Thurmann, Kiel, S.T.
- Franz Tichy, Erlangen, F.TI.
- Susanne Tichy, Marburg
- Rüdiger von Tiedemann, Bonn
- Teun Tielemann, Leeurwarden, TE.TI.
- Werner Tietz, München, W.T.
- Alec F. Tilley, Waterlooville, A.F.T.
- Franz Tinnefeld, München, F.T.
- Malcolm Todd, Exeter, M.TO.
- Robert Todd, Vancouver, R.TO.
- Andreas Tönnesmann, Zürich
- Sergej R. Tokhtas'ev, St. Petersburg, S.R.T.
- Kurt Tomaschitz, Wien, K.T.
- Maria Antonietta Tomei, Rom
- Yun Lee Too, Liverpool, Y.L.T.
- Isabel Toral-Niehoff, Freiburg, I.T.-N.
- Giuseppe Torresin, Aarhus
- Renzo Tosi, Bologna, R.T.
- Gilbert Tournoy, Leuven
- Alain Touwaide, Madrid, A.TO.
- Stephen Tracy, Athen
- Giusto Traina, Lecce
- Michael Trapp, London, M.T.
- Ludwig Trauzettel, Wörlitz
- Susan Treggiari, Standford, SU.T.
- Hans Treidler, Berlin, H.T.
- Christine Trevett, Cardiff, CHR.TR.
- Frank R. Trombley, Kent, F.R.T.
- Joseph Tropper, Berlin, J.TR.
- Catherine Trümpy, Basel, C.TR.
- Antonis Tsakmakis, Nikosia
- Charalampos Tsochos, Erfurt, X.T.
- Klaus Tuchelt, Berlin, KA.TU.

## U
- Giovanni Uggeri, Florenz, G.U.
- Eugenija Ulčinaitė, Vilnius
- Christoph Ulf, Innsbruck
- Kathrin Umbach, Kassel, K.UM.
- Claudia Ungefehr-Kortus, Gießen, C.U.-K.
- Jürgen Untermann, Pulheim, J.U.
- Sylvia Usener, Wuppertal
- Karl-Heinz Uthemann, Amsterdam, K.U.

## V
- Raija Vainio, Turku
- Marc van de Mieroop, New York, M.v.M.
- Rudolf Th. Van der Paardt, Oegstgeest
- Johannes M. van Ophuijsen, Leiden, J.v.O.
- Bernhardt van Wickevoort Crommelin, Hamburg, B.v.W.C.
- Gabriella Vanotti, Novara, G.VA.
- Ionnis Vassis, Athen, I.V.
- Ursula Vedder, München
- Zoltán Végh, Salzburg, Z.VE.
- Isabell Veigel, Berlin, IS.V.
- Francesca Veronese, Padua, F.V.
- Hendrik S. Versnel, Warmond, H.V.
- David T. Vessey, Huntingdon, D.T.V.
- Anežka Vidmanová, Prag
- Catherine Virlouvet, Rom
- Edzard Visser, Basel, E.V.
- Romke Visser, Winsum
- Martin Vöhler, Berlin
- Artur Völkl, Innsbruck, A.VÖ.
- Konrad Vössing, Aachen, K.V.
- Joachim Vogeler, Baton Rouge, JO.VO.
- Hermann J. Vogt, Tübingen, H.VT.
- Gregor Vogt-Spira, Greifswald, G.V.-S.
- Rainer Voigt, Berlin, R.V.
- Konrad Volk, Tübingen, KO.VO.
- Hans Volkmann, Köln, H.VO.
- Franco Volpi, Vicenza, F.VO.
- Iris von Bredow, Stuttgart, I.v.B.
- Klaus-Valtin von Eickstedt, Athen, K.v.E.
- Volkmar von Graeve, Bochum, V.v.G.
- Hans-Markus von Kaenel, Frankfurt/Main, H.-M.V.K.
- Alexandra von Lieven, Berlin, A.v.L.
- Hans von Mangoldt, Tübingen, H.v.M.
- Mischa von Perger, Freiburg, M.v.P.
- Sitta von Reden, Bristol, S.v.R.
- Barbara von Reibnitz, Basel, B.v.R.
- Kocku von Stuckrad, Erfurt, K.v.S.
- Jürgen von Ungern-Sternberg, Basel, J.v.U.-S.
- Wulf Eckart Voß, Osnabrück, W.E.V.

## W
- Rudolf Wachter, Basel, R.WA.
- Andreas Wacke, Köln
- Jörg Wagner, Tübingen, J.WA.
- Beate Wagner-Hasel, Hannover, B.W.-H.
- Ulrike Wagner-Holzhausen, Erlangen, U.WA.
- Reinhold Walburg, Frankfurt
- Christine Walde, Basel, C.W.
- Gerhard Waldherr, Regensburg, G.H.W.
- Katharina Waldner, Erfurt, K.WA.
- Andrew Wallace-Hadrill, Rom
- Uta Wallenstein, Gotha
- Martin Wallraff, Bonn, M.WA.
- Gerold Walser, Basel, G.W.
- Uwe Walter, Köln, U.WAL.
- Gerrit Walther, Frankfurt/Main
- Irina Wandrey, Berlin, I.WA.
- Françoise Waquet, Paris
- David Wardle, Kapstadt, D.WAR.
- Rainer Warland, Freiburg, RA.WA.
- Ralf-Bernhard Wartke, Berlin, R.W.
- Geoffrey B. Waywell, London
- Gregor Weber, Eichstätt, GR.WE.
- Wolfgang Weber, Augsburg
- Michael Wedde, Athen
- Karl-Wilhelm Weeber, Witten, K.W.WEE.
- Irma Wehgartner, Würzburg, I.W.
- Gabriele Weiler, Köln, GA.W.
- Ingomar Weiler, Graz, I.WE.
- Gerd Weisgerber, Bochum, G.WE
- Peter Weiß, Kiel, P.W.
- Michael Weißenberger, Greifswald, M.W.
- Berit Wells, Athen
- Karl-Wilhelm Welwei, Bochum, K.-W.WEL.
- Otta Wenskus, Innsbruck, O.WE.
- Carola Wenzel, München
- Anna Elisabeth Werdehausen, München
- Otto Wermelinger, Fribourg, O.WER.
- Gunter Wesener, Graz, GU.WE.
- Martin L. West, Oxford, M.L.W.
- Raymond Westbrook, Baltimore, RA.WE.
- Hartmut Westermann, Luzern, H.WE.
- Jost Weyer, Hamburg, J.We.
- Werner Wiater, Augsburg
- Peter Wick, Basel, P.WI.
- Ulrich Wickert, Berlin, U.WI.
- Anna Widmer, Göttingen
- Anja Wieber, Dortmund, AN.WI.
- Anja Wieber-Scariot, Dortmund
- Rainer Wiegels, Osnabrück, RA.WI.
- Lothar Wierschowski, Oldenburg, L.WI.
- Josef Wiesehöfer, Kiel, J.W.
- Frans Wiggermann, Amsterdam, F.W.
- Gerhard Wild, Bonn
- Christian Wildberg, Princeton, CH.WI.
- Dietrich Wildung, Berlin
- Gernot Wilhelm, Würzburg, GE.W.
- Wolfgang Will, Bonn, W.W.
- Dietrich Willers, Bern, DI.WI.
- Andreas Willi, Basel, AN.W.
- Jonathan Williams, London, J.WI.
- Reinhard Willvonseder, Wien, R.WI.
- Nigel Wilson, Oxford, N.W.
- Christian Winkle, Stuttgart, CH.W.
- Aloys Winterling, Bielefeld, A.WI.
- Gilbert Wiplinger, Wien
- Eckhard Wirbelauer, Freiburg, E.W.
- Gerhard Wirth, Nürnberg, G.WI.
- Timothy Peter Wiseman, Exeter, T.W.
- Harald Witthöft, Siegen
- Orell Witthuhn, Marburg, O.WI.
- Anne-Maria Wittke, Tübingen, A.W.
- Michael Wörrle, München, M.WÖ.
- Gerda Wolfram, Wien, GE.WO.
- Witold Wołodkiewicz, Warschau
- Reinhard Wolters, Tübingen, R.WO.
- Greg Woolf, Oxford, G.WO.
- Franz Josef Worstbrock, München
- Peter Wülfing, Köln, P.WÜ.
- Dietmar Wyrwa, Bochum, D.W.
- Beat Wyss, Stuttgart

## Y
- Donny George Youkhanna, Baghdad

## Z
- Michael Zahrnt, Kiel, M.Z.
- Frieder Zaminer, Berlin, F.Z.
- Stefano Zamponi, Padua, S.Z.
- Jürgen Zangenberg, New Haven (CT), J.Z.
- Luisa Zanoncelli, Mailand, L.Z.
- Karl-Theodor Zauzich, Sommershausen, K.-T.Z.
- Michaela Zelzer, Wien, M.ZE.
- Herbert Zeman, Wien
- Eos Zervoudaki, Athen
- Annette Zgoll, Leipzig, A.Z.
- Leonid Zhmud, St. Petersburg, L.ZH.
- Sabine Ziegler, Würzburg, S.ZI.
- Konrat Ziegler, Göttingen, K.Z.
- Ulrike Zimbrich, Frankfurt/Main, U.ZI.
- Maaike Zimmerman, Groningen, M.Zi.
- Bernhard Zimmermann, Freiburg, B.Z.
- Heidy Zimmermann, Basel, H.ZI.
- Klaus Zimmermann, Jena, KL.ZI.
- Martin Zimmermann, München, MA.ZI.
- Norbert Zimmermann, Wien, NO.ZI.
- Reinhard Zimmermann, Trier
- Sylvia Zimmermann, Freiburg, S.ZIM.
- Reto Zingg, Basel, RE.ZI.
- Thomas Zinsmaier, Tübingen, TH.ZI.
- Clemens Zintzen, Köln, C.ZI.
- Sabine Zubarik, Erfurt, S.ZU.
- Raimondo Zucca, Rom, R.Z.
- Bella Zweig Vivante, Tucson, B.Z.V.
- Erika Zwierlein-Diehl, Bonn, E.Z.-D.